# 은돌레
은돌레(Ndolé)는 카메룬의 요리 중 하나로, 삶은 견과류, 은돌레(서아프리카의 쓴 잎), 생선이나 소고기로 이루어져 있다.
이 요리에는 새우도 포함될 수 있다. 전통적으로 플랜테인, 보볼로(마니오나 카사바를 발효시켜 잎으로 싸서 만든 카메룬 요리) 등과 함께 먹는다.

## 갤러리

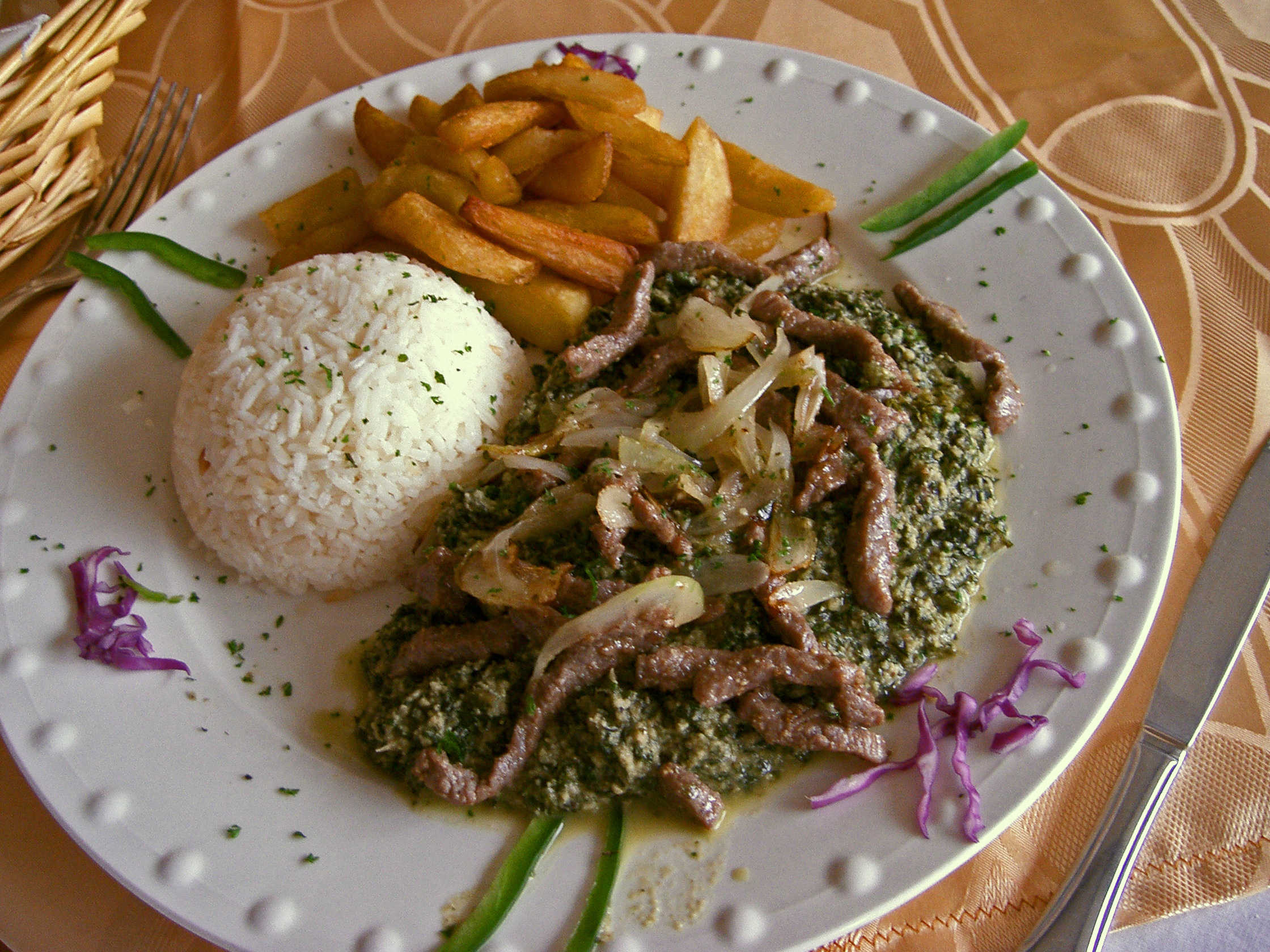
은돌레 카메루니안
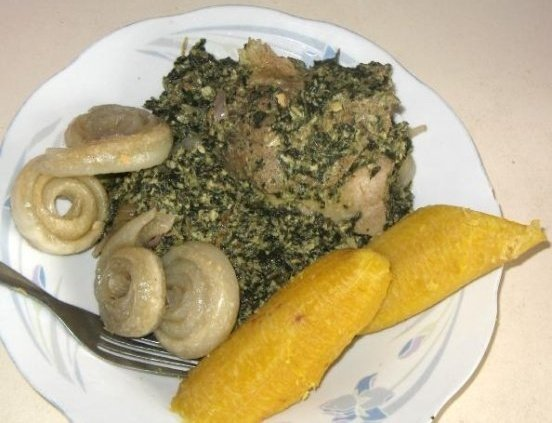
은돌레 디쉬
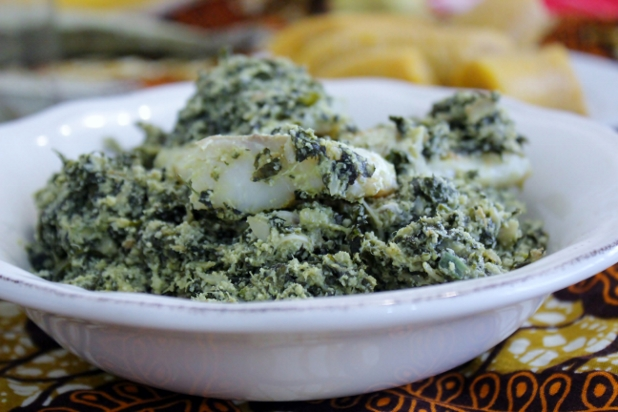
대구와 함께 조리한 은돌레
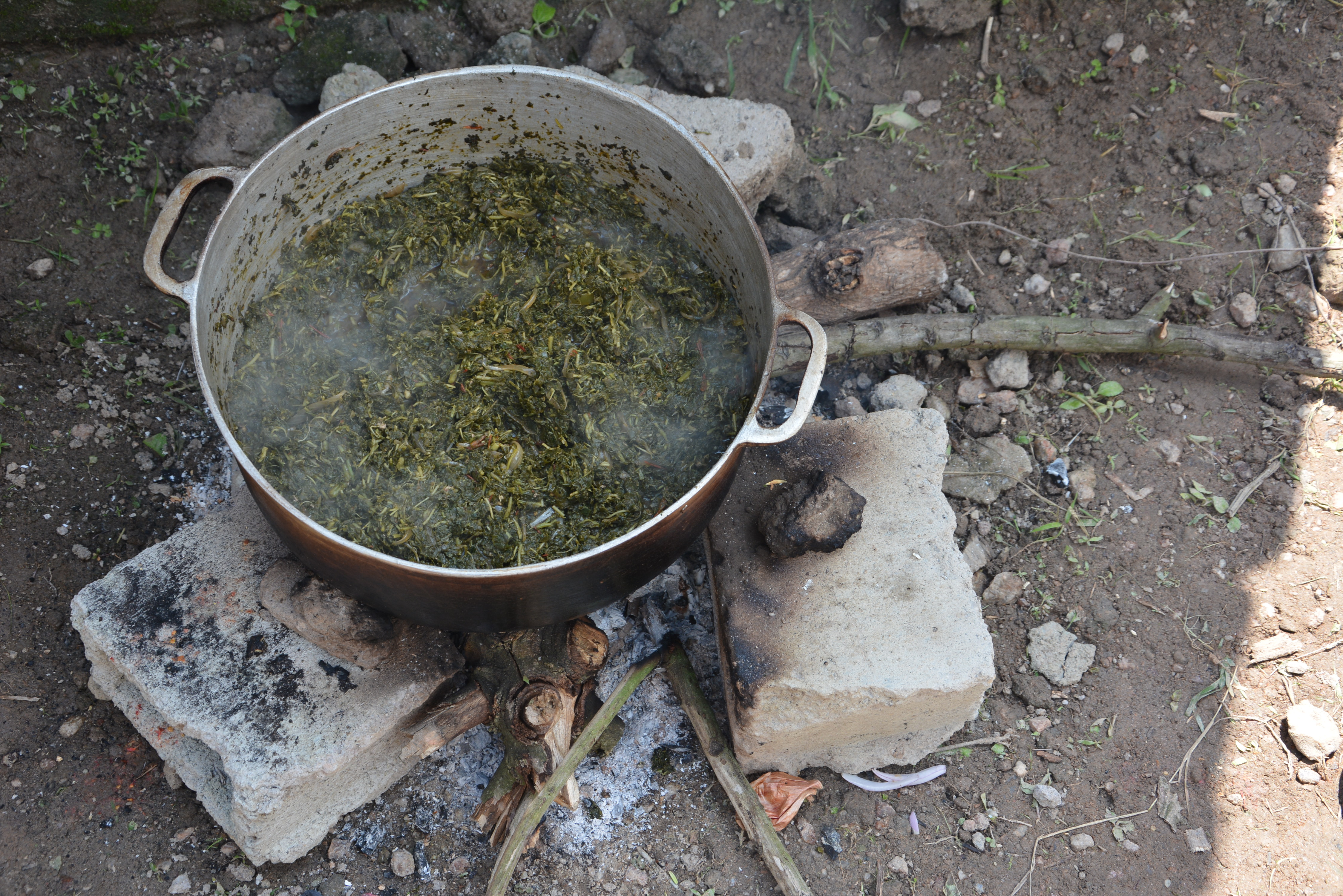
요리된 은돌레

## 같이 보기
- 스튜